# Пам'ятний трофей Білла Мастертона
Пам'ятний трофей Білла Мастертона (англ. Bill Masterton Memorial Trophy) — щорічно вручається гравцеві Національної хокейної ліги (НХЛ), який найкраще демонструє такі якості, як наполегливість, спортивна майстерність і відданість хокею. Він названий на честь Білла Мастертона, єдиного гравця в історії НХЛ, який помер внаслідок травм, отриманих під час гри. Переможець обирається шляхом опитування Асоціації професійних хокейних журналістів після того, як кожна команда висуває одного гравця на отримання трофею. Його часто присуджують гравцю, який повернувся після кар'єри або навіть через хворобу чи травму, яка загрожувала життю. Першим переможцем трофею став Клод Прово після сезону 1967-68. Жоден гравець не вигравав цей трофей більше одного разу.